# Sammy Nicholl
Sammy Nicholl (7 maggio 1934 – 18 aprile 2023) è stato un calciatore maltese, di ruolo attaccante.

## Carriera

### Nazionale
Collezionò sette presenze con la propria Nazionale.

## Palmarès

### Club

#### Competizioni nazionali
- Coppa di Malta: 1

Sliema Wanderers: 1958-1959